# Torenstraat ('s-Hertogenbosch)
De Torenstraat is een korte straat in 's-Hertogenbosch. De straat bevindt zich pal voor de Sint-Janskathedraal. Ze is vernoemd naar de westtoren van de Sint-Jan. 
De Torenstraat mondt uit in de Parade, waar onder andere evenementen plaatsvinden, zoals Jazz in Duketown en de Bossche kermis.

## Geschiedenis
In het pand dat zich op de hoek van de Torenstraat en de Kerkstraat bevindt (in gebruik door ING) vestigden zich ooit de eerste redemptoristen. Torenstraat 5 was in de jaren dertig van de twintigste eeuw het Fratershuis. Op Torenstraat 16, ietwat verscholen naast de Sint-Jan, ligt een pand dat als archiefloods gebouwd werd. Later zijn er het kerkarchief, secretariaat kerkbestuur en bouwbedrijf Sint-Jan hier ondergebracht. 
In 1798, vier jaar na de komst van Pichegru, confisqueerden de Franse bezetters alle torens waarbij het eigendom daarvan aan de gemeente kwam. Dat is sindsdien altijd zo gebleven. Ook de Sint Janstoren is gemeente-eigendom.

## Monumentale panden
In de Torenstraat zitten zeven monumentale panden gevestigd. Dit zijn:
| Adres                            | Betreffende                  | (Oorspronkelijke) functie | Korte omschrijving |
| -------------------------------- | ---------------------------- | ------------------------- | --- |
| Torenstraat 5, 's-Hertogenbosch  | Pand / woonhuis / horecazaak | Woonhuis                  | Met Torenstraat 7 en 9 een geheel vormend, drie vensterassen breed, in schoon metselwerk opgetrokken pand (XIX A) met verdieping onder met blauwe Hollandse pannen gedekt omlopend schilddak, dat doorloopt over nr 7. In de met een geprofileerde kroonlijst afgesloten voorgevel een deur met 4-ruits bovenlicht en in totaal vijf 8-ruits schuiframen.                        |
| Torenstraat 7, 's-Hertogenbosch  | Pand / woonhuis / horecazaak | Woonhuis                  | Met Torenstraat 5 en 9 een geheel vormend, drie vensterassen breed, in schoon metselwerk opgetrokken pand (XIX A) met verdieping onder met blauwe Hollandse pannen gedekt omlopend schilddak, dat doorloopt over nr 7. In de met een geprofileerde kroonlijst afgesloten voorgevel een deur met 4-ruits bovenlicht en in totaal vijf 8-ruits schuiframen.                        |
| Torenstraat 9, 's-Hertogenbosch  | Pand / woonhuis / horecazaak | Woonhuis                  | Met Torenstraat 5 en 7 een geheel vormend, drie vensterassen breed, in schoon metselwerk opgetrokken pand (XIX A) met verdieping onder met blauwe Hollandse pannen gedekt omlopend schilddak, dat doorloopt over nr 7. In de met een geprofileerde kroonlijst afgesloten voorgevel een deur met 4-ruits bovenlicht en in totaal vijf 8-ruits schuiframen.                        |
| Torenstraat 11, 's-Hertogenbosch | Pand / woonhuis / horecazaak | Woonhuis                  | Nr 11. Noordelijk gedeelte van een blokvormig zeven vensterassen breed, in schoon metselwerk opgetrokken pand (XIX A) met twee verdiepingen onder met blauwe Hollandse pannen gedekt omlopend schilddak met hoekschoorstenen. |
| Torenstraat 18, 's-Hertogenbosch | Sint-Janskathedraal          | Kathedraal                | Kathedrale basiliek van St. Jan Evangelist. Grote vijfbeukige Brabants gotische kruisbasiliek met kooromgang en straalkapellen, middentoren en westtoren, sacristieën, kapittelhuis, stadskomme, devotiekapellen en doopkapel. |
| Torenstraat 18, 's-Hertogenbosch | Kerktoren                    | Kathedraal                | Toren van de Kathedrale basiliek van St. Jan Evangelist. Laat-romaans bouwwerk uit baksteen, in de 15e eeuw verhoogd; torenspits uit de 17e eeuw. |
| Torenstraat 1, Rosmalen          | Kerktoren                    | Kerk                      | Rooms katholieke kerk van St. Lambertus. Door vergrotingen gewijzigd gotisch gebouw, bestaande uit een 15e-eeuwse toren, een driebeukig basilicaal schip uit het begin van de 18e eeuw, een lager 16e-eeuws dwarspand waarnaast in 1911 een gelijkvormig tweede dwarspand gebouwd is met oostelijke koren, en een eveneens in 1911 gebouwd diep en laag koor in gotische vormen. |

## Fotogalerij

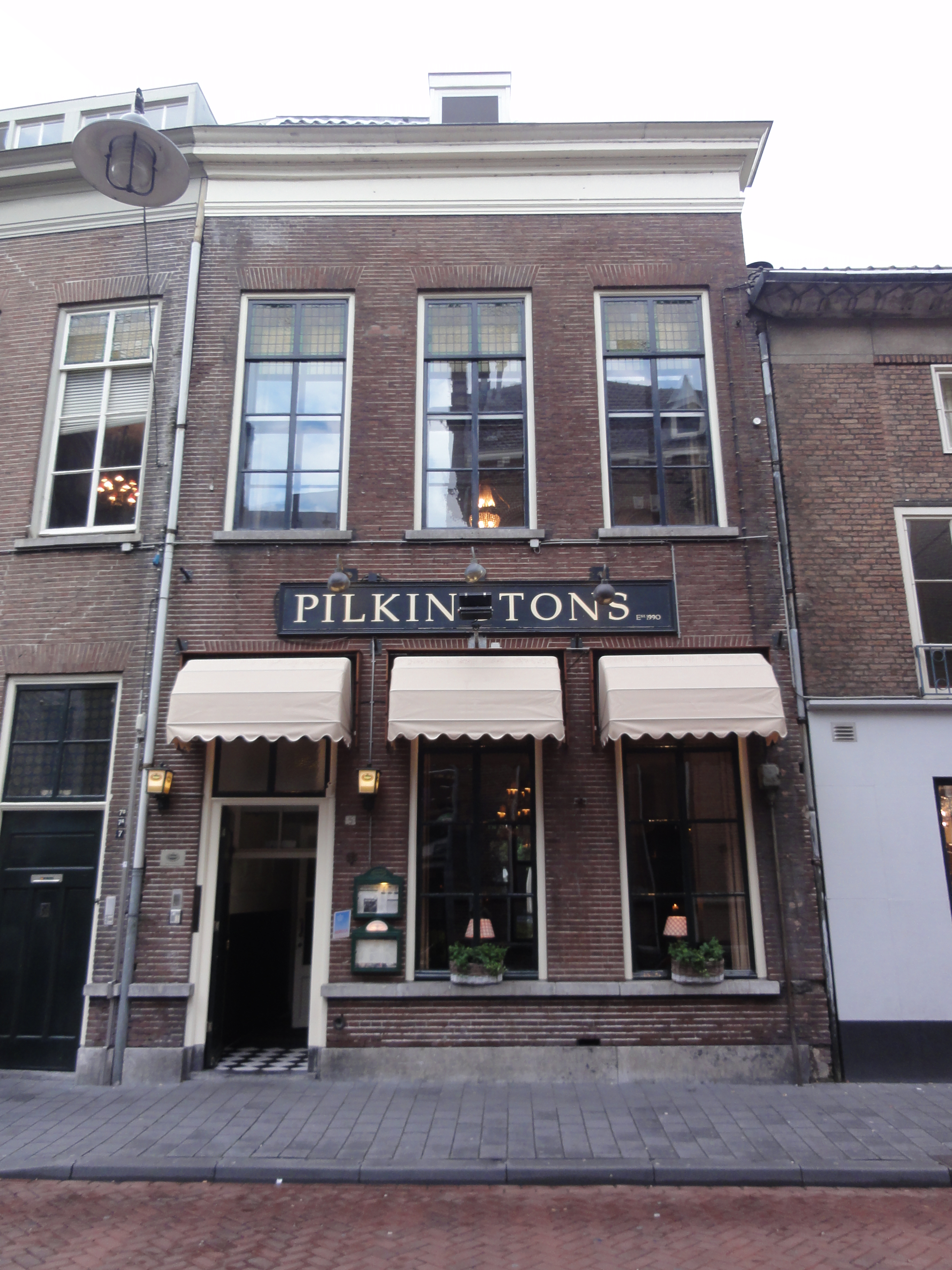
Torenstraat 9 (monumentaal pand)
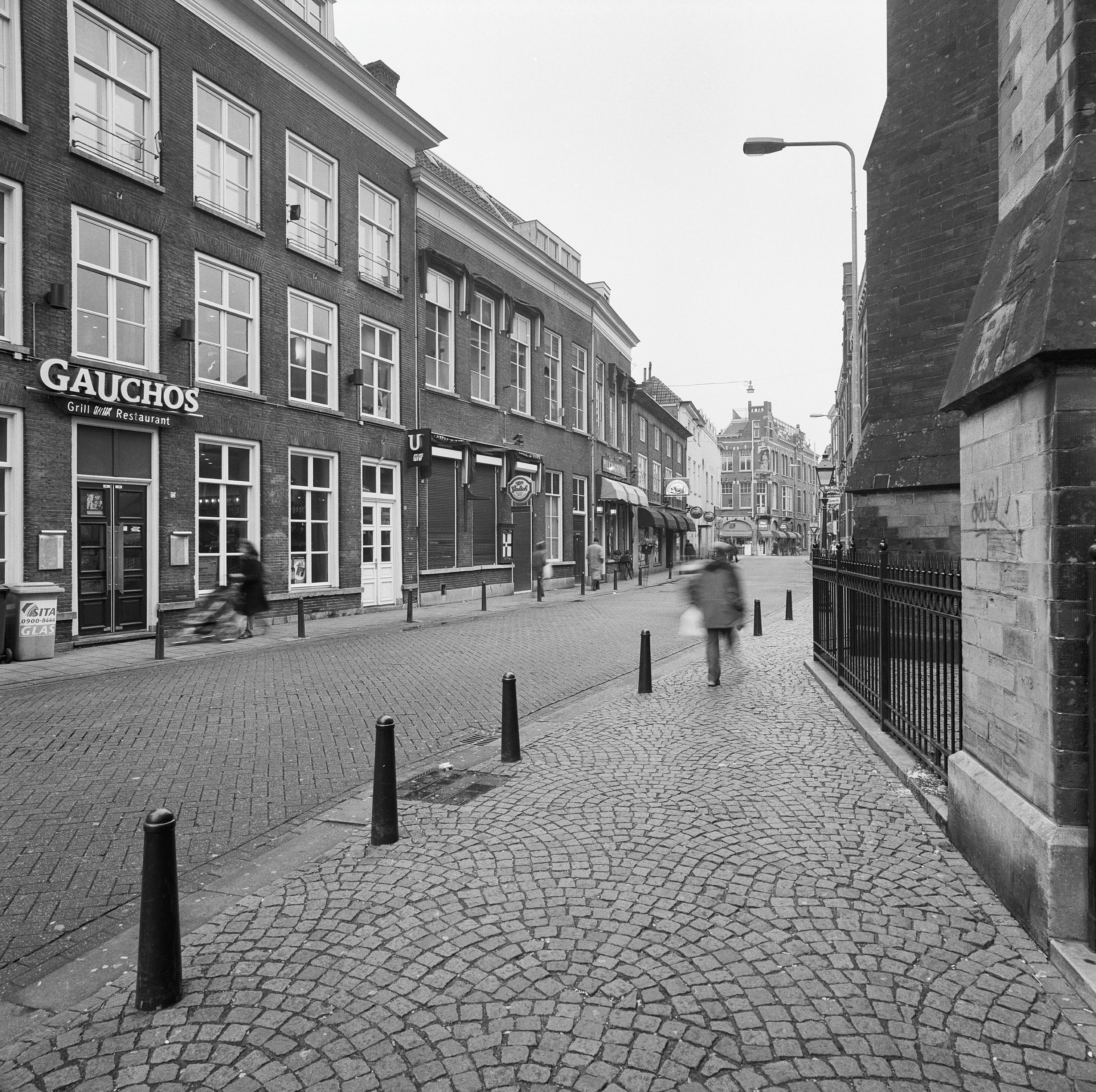
Overzicht van de Torenstraat (gezien vanuit de entree van de Sint-Janskathedraal)
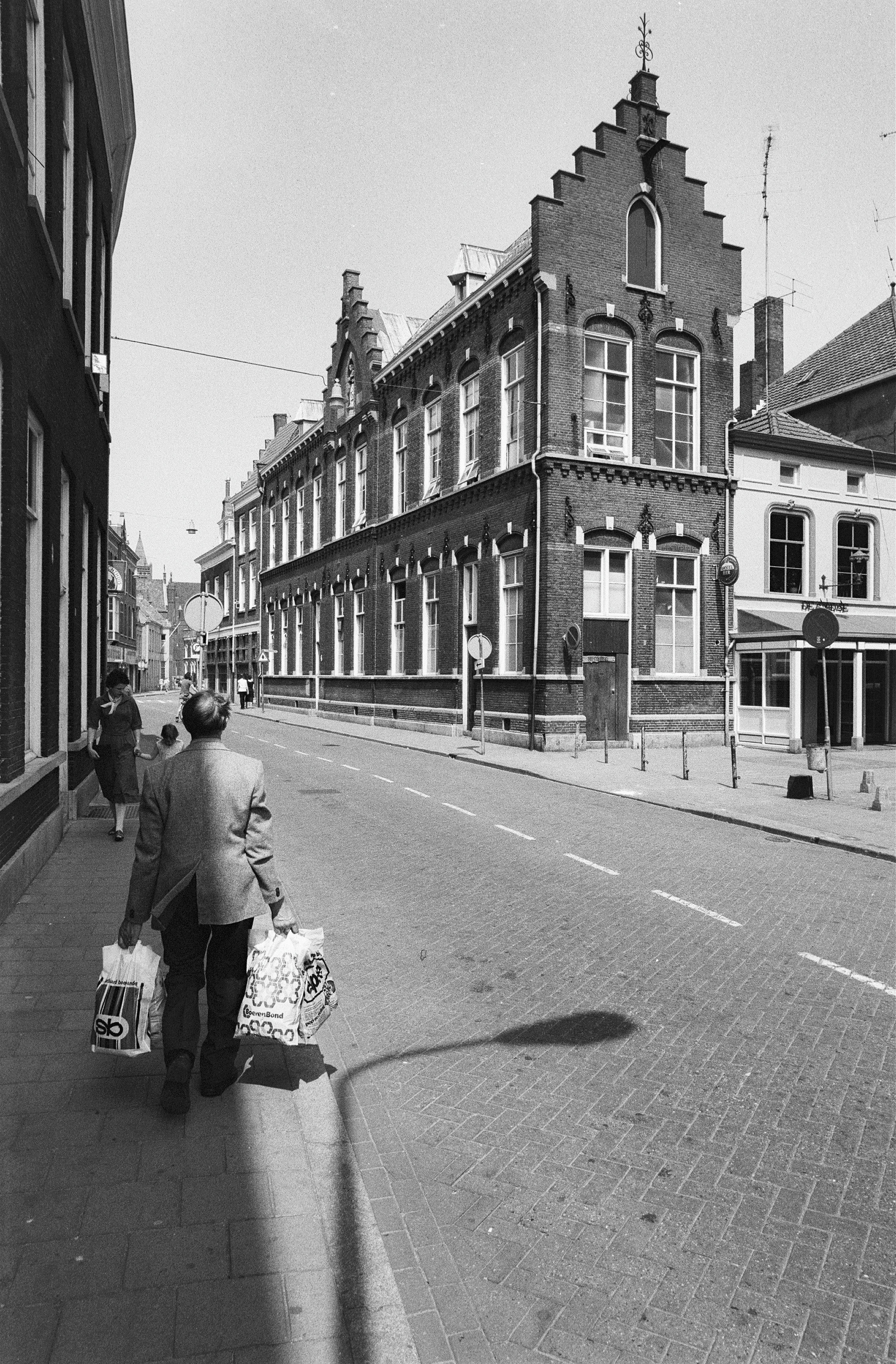
Overzichtsfoto van de Torenstraat (gezien vanuit de overkant van de Sint-Janskathedraal)
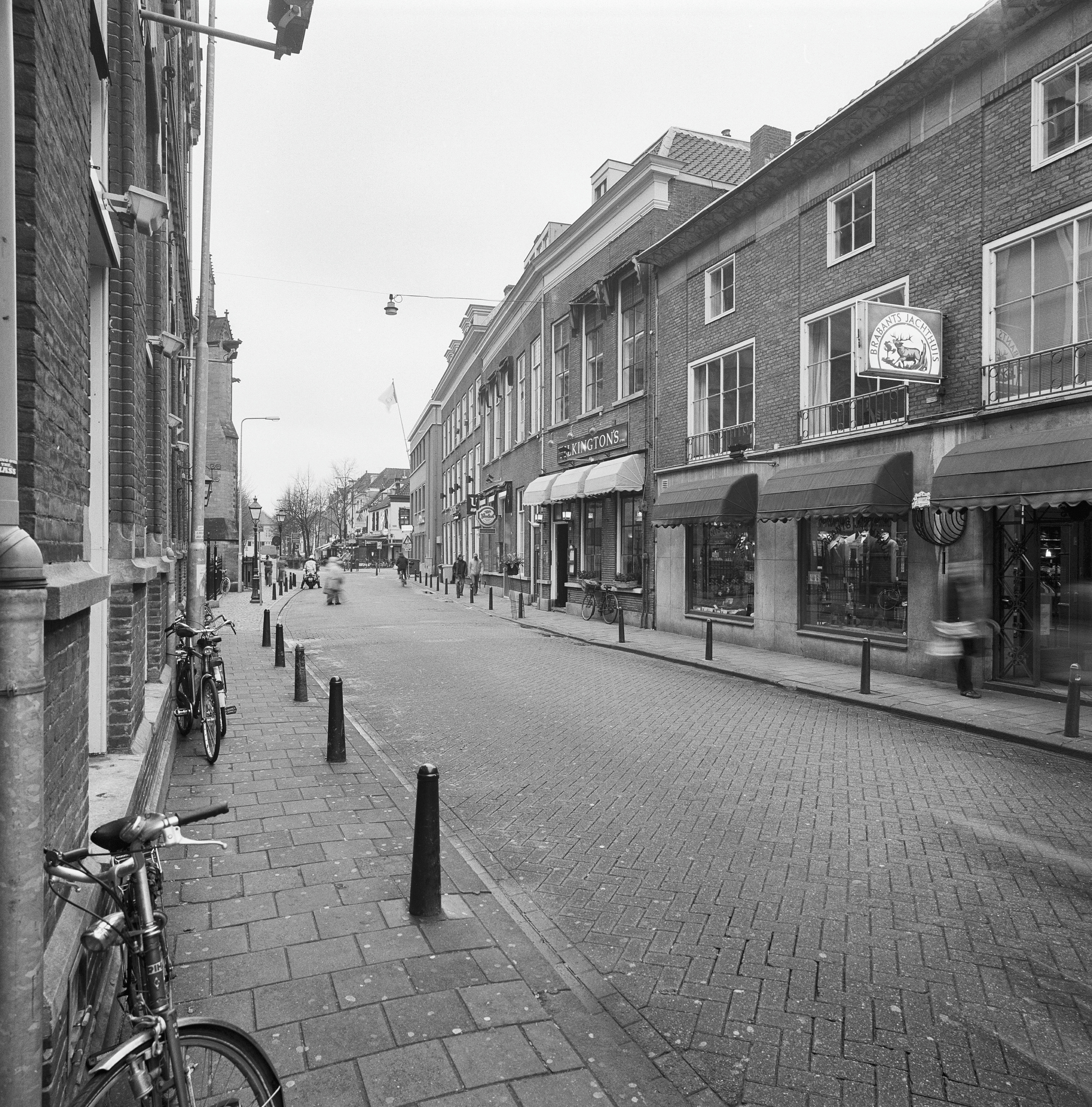
Overzichtsfoto van de Torenstraat (gezien richting de Parade)

## Bestrating
Begin 2020 is de Torenstraat opnieuw bestraat, met kasseien over de straatbreedte. Sinds jaar en dag is er een poller, om autoverkeer in het centrum te weren.

## Verschillende benamingen
De Torenstraat heeft in de loop der jaren verschillende benamingen gehad:
| Jaar | Benaming        | Bron                                        |
| ---- | --------------- | ------------------------------------------- |
| 1830 | De Toren Straat | Kaart J. B. Drossaers ca 1830               |
| 1866 | Torenstr        | Kaart J. Kuijper ca 1866                    |
| 1890 | Torenstraat     | Kaart Jos van Hagens ca 1890                |
| 1909 | Torenstraat     | Huisnummeromnummering 1909                  |
| 1910 | Torenstraat     | Straatnamenlijst 's-Hertogenbosch 1910-1911 |
| 1928 | Torenstraat     | Adresboek voor 's-Hertogenbosch 1928        |